# Pernettya marginata
Pernettya marginata är en ljungväxtart som beskrevs av Nicholas Edward Brown. Pernettya marginata ingår i släktet Pernettya och familjen ljungväxter. Inga underarter finns listade i Catalogue of Life.